# Christian Welp
Christian Ansgar "Chris" Welp (Delmenhorst, 2 de enero de 1964-Seattle, 1 de marzo de 2015) fue un baloncestista alemán que disputó tres temporadas en la NBA, además de jugar en la Basketball Bundesliga y la Liga Griega. Con 2,13 metros de estatura, jugaba en la posición de pívot. Era el padre del actual jugador profesional Collin Welp.

## Trayectoria deportiva

### Universidad
Jugó durante cuatro temporadas con los Huskies de la Universidad de Washington, en las que promedió 16,1 puntos y 7,7 rebotes por partido. Fue elegido mejor novato de la Pacific Ten Conference en su primera temporada, e incluido en el mejor quinteto de la misma los 3 años restantes. Acabó siendo el máximo anotador histórico de los Huskies.

### Profesional

#### NBA
Fue elegido en la decimosexta posición del Draft de la NBA de 1987 por Philadelphia 76ers, que necesitaban un refuerzo en el juego interior que ayudara a Charles Barkley. Pero la mala suerte hizo que, durante un partido disputado en el mes de diciembre, resbalara a causa del suelo húmedo por la disputa el día anterior en el mismo pabellón de un partido de hockey sobre hielo, y se rompiera la rodilla, perdiéndose el resto de la temporada. Regresó en la temporada 1988-89 como suplente, promediando 3,4 puntos y 2,7 rebotes por partido.
Al año siguiente fue traspasado, junto con Maurice Cheeks y David Wingate a San Antonio Spurs, a cambio de Johnny Dawkins y Jay Vincent, donde únicamente fue alineado en 13 partidos, en los que promedió 1,2 puntos y 0,9 rebotes. Mediada la temporada fue traspasado a Golden State Warriors a cambio de su compatriota Uwe Blab, donde jugó sus últimos 14 partidos en Estados Unidos, al no serle renovado el contrato.

## Estadísticas de su carrera en la NBA

#### Temporada regular
| Temporada | Edad | Equipo                | Liga | P   | TIT | MIN  | TC  | TCA | %TC  | 3P  | 3PA | %3P  | TL  | TLA | %TL  | R.OF. | R.DEF. | REB | ASIS | ROB | TAP | PER | FP  | PTS |
| 1987-88   | 24   | Philadelphia 76ers    | NBA  | 10  | 0   | 13.2 | 1.8 | 3.1 | .581 | 0.0 | 0.0 |      | 1.2 | 1.8 | .667 | 1.1   | 1.3    | 2.4 | 0.5  | 0.5 | 0.5 | 0.9 | 2.5 | 4.8 |
| 1988-89   | 25   | Philadelphia 76ers    | NBA  | 72  | 0   | 11.7 | 1.4 | 3.1 | .446 | 0.0 | 0.0 | .000 | 0.7 | 1.0 | .658 | 0.8   | 1.9    | 2.7 | 0.4  | 0.3 | 0.6 | 0.6 | 2.4 | 3.4 |
| 1989-90   | 26   | TOTAL                 | NBA  | 27  | 3   | 7.3  | 0.9 | 2.3 | .377 | 0.0 | 0.0 |      | 0.7 | 0.9 | .760 | 0.7   | 1.1    | 1.8 | 0.3  | 0.2 | 0.3 | 0.6 | 2.1 | 2.4 |
| 1989-90   | 26   | San Antonio Spurs     | NBA  | 13  | 1   | 4.3  | 0.5 | 1.8 | .304 | 0.0 | 0.0 |      | 0.1 | 0.2 | .500 | 0.5   | 0.4    | 0.9 | 0.4  | 0.1 | 0.0 | 0.5 | 1.6 | 1.2 |
| 1989-90   | 26   | Golden State Warriors | NBA  | 14  | 2   | 10.1 | 1.1 | 2.7 | .421 | 0.0 | 0.0 |      | 1.3 | 1.6 | .783 | 0.8   | 1.8    | 2.6 | 0.3  | 0.4 | 0.6 | 0.6 | 2.6 | 3.6 |
| Total     |      |                       | NBA  | 109 | 3   | 10.8 | 1.3 | 2.9 | .446 | 0.0 | 0.0 | .000 | 0.7 | 1.1 | .681 | 0.8   | 1.6    | 2.4 | 0.4  | 0.3 | 0.5 | 0.6 | 2.4 | 3.3 |

### Playoffs
| Temporada | Edad | Equipo             | Liga | P | MIN | TCA | TC | 3PA | 3P | TLA | TL | R.OF. | REB | ASIS | ROB | TAP | PER | FP | PTS | %TC  | %3P | %FT  | MIN | PTS | REB | AST |
| 1988-89   | 25   | Philadelphia 76ers | NBA  | 3 | 22  | 1   | 3  | 0   | 0  | 0   | 2  | 0     | 7   | 0    | 0   | 0   | 1   | 7  | 2   | .333 |     | .000 | 7.3 | 0.7 | 2.3 | 0.0 |
| Total     |      |                    | NBA  | 3 | 22  | 1   | 3  | 0   | 0  | 0   | 2  | 0     | 7   | 0    | 0   | 0   | 1   | 7  | 2   | .333 |     | .000 | 7.3 | 0.7 | 2.3 | 0.0 |

#### Europa
En 1990 regresó a su país, fichando por el Bayer Giants Leverkusen, el gran dominador de la década de los 90 de la Bundesliga, donde jugó 6 temporadas, ganando en todas ellas el título de liga. En 1997 ficha por el Olympiacos de la Liga Griega, con quienes gana la liga de aquel país y la Copa de Europa de Baloncesto. Al año siguiente regresa de nuevo a Alemania, fichando por el ALBA Berlin, con quienes vuelve a ganar el título de liga, el séptimo de su carrera. En 1999 decide alargar un año más su carrera, firmando con el Viola Reggio Calabria de la Liga italiana, pero únicamente disputa 12 partidos antes de retirarse definitivamente.

## Fallecimiento
Falleció el 1 de marzo de 2015 a los 51 años de edad en Seattle, Washington como consecuencia de un fallo cardiaco.